# 東京女子医科大学
東京女子医科大学（とうきょうじょしいかだいがく、英語: Tokyo Women's Medical University）は、東京都新宿区河田町8番1号に本部を置く日本の私立大学。1900年創立、1950年大学設置。大学の略称は女子医大、女子医、TWMU。

## 概要

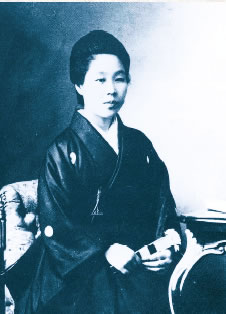
吉岡彌生

女性医師・吉岡彌生が1900年（明治33年）に創設した「東京女医学校」を前身とし、日本では唯一、世界的に見ても珍しい女子大学としての医科大学となっている（大学院は男女共学）。吉岡の母校の濟生學舎（現：日本医科大学）が当時、「女性を入れると風紀が乱れる」と女子学生の入学を拒否し始めたことに反発した形で設立した。
附属機関として東京女子医科大学病院のほか、がんセンター、先端生命医科学センターなどがある。
早稲田大学との間で医工連携における協定を締結し、共同研究施設や共同専攻大学院などを開設している。

## 沿革

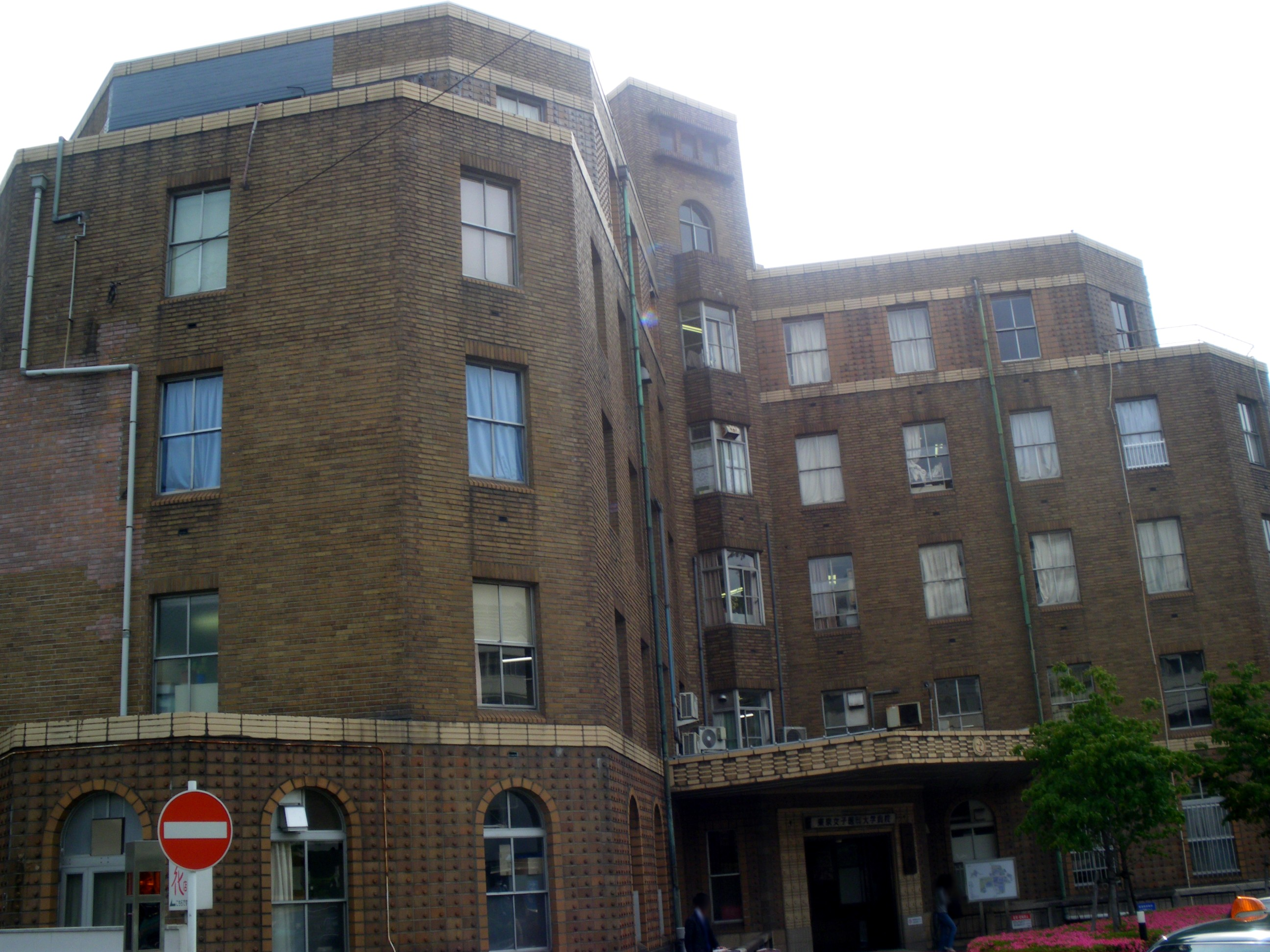
1930年に竣工した東京女子医科大学病院一号棟

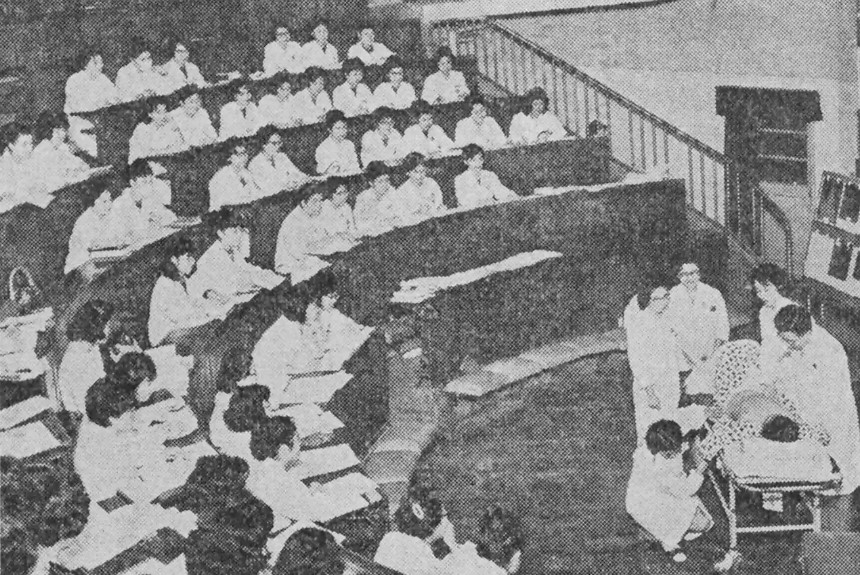
1960年代の授業

- 1900年12月5日 - 東京至誠医院の一室に東京女医学校創立。
- 1903年 - 東京女医学校は麹町区飯田町の東京至誠医院内から牛込区市ヶ谷河田町の陸軍獣医学校跡地に移転。
- 1908年 - 河田町に東京女医学校附属病院を設置。
- 1910年 - 同窓会として「校友会」を設立。後の至誠会の前身となる。
- 1912年 - 東京女子医学専門学校に昇格（通称「東京女子医専」）。
- 1920年 - 東京女子医学専門学校は文部省指定学校となり、卒業生は無試験で医師免許取得ができるようになった。
- 1923年 - 校友会は「至誠会」となり、「至誠会病院」を開院。
- 1929年 - 至誠会が北多摩郡千歳村に「至誠会病院千歳村分院」を開設（現在の至誠会第二病院）。
- 1934年 - 荒川区尾久に東京女子医学専門学校尾久病院を設置（現在の東京女子医科大学東医療センター）。
- 1947年 - 東京女子医科大学予科（大学令による）を開設。
- 1950年 - 東京女子医科大学医学部（大学令による）を開設。
- 1952年 - 東京女子医科大学（学校教育法による）を設置。
- 1955年 - 日本心臓血圧研究所（後の心臓病センター）開設。
- 1965年 - 中山恒明の尽力により、東京女子医科大学消化器病センターが設立される。
- 1969年 - 看護短期大学を設置。
- 1998年 - 看護学部設置。
- 2001年 - 看護短期大学閉校。
- 2006年 - 千葉県八千代市に東京女子医科大学附属八千代医療センターを設置
- 2008年 - 先端生命医科学センターを開設[2]。
- 2008年 - 東京女子医科大学隣接地に早稲田大学との連携施設「東京女子医科大学・早稲田大学連携先端生命医科学研究教育施設」（通称 TWIns（ツインズ））を開設[3]。
- 2010年 - 早稲田大学との大学院共同教育課程（共同先端生命医科学専攻）開設。
- 2017年 - 臨床ゲノムセンター開設。
- 2022年
  - 東京女子医科大学東医療センターを東京都足立区江北四丁目22,23番地へ移転[4]。東京女子医科大学附属足立医療センターが開院する。
  - 掛川キャンパスを廃止し、建物解体後の用地を無償貸与していた掛川市へ返還[5]。
- 2024年
  - 同窓会組織の至誠会が絡む寄付金問題が表面化。理事長が解任され、翌2025年1月に背任容疑で逮捕された。

## 基礎データ

### 所在地
- 河田町キャンパス（東京都新宿区）

## 教育および研究

### 組織

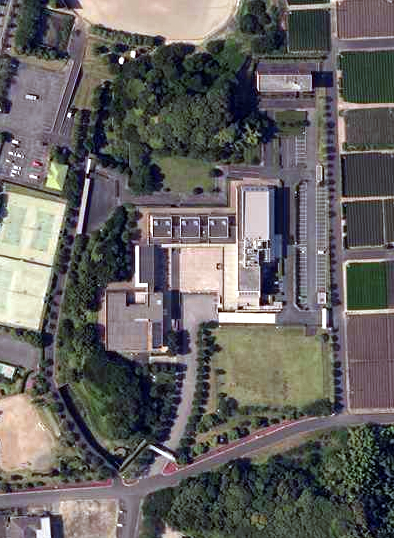
掛川キャンパス航空写真

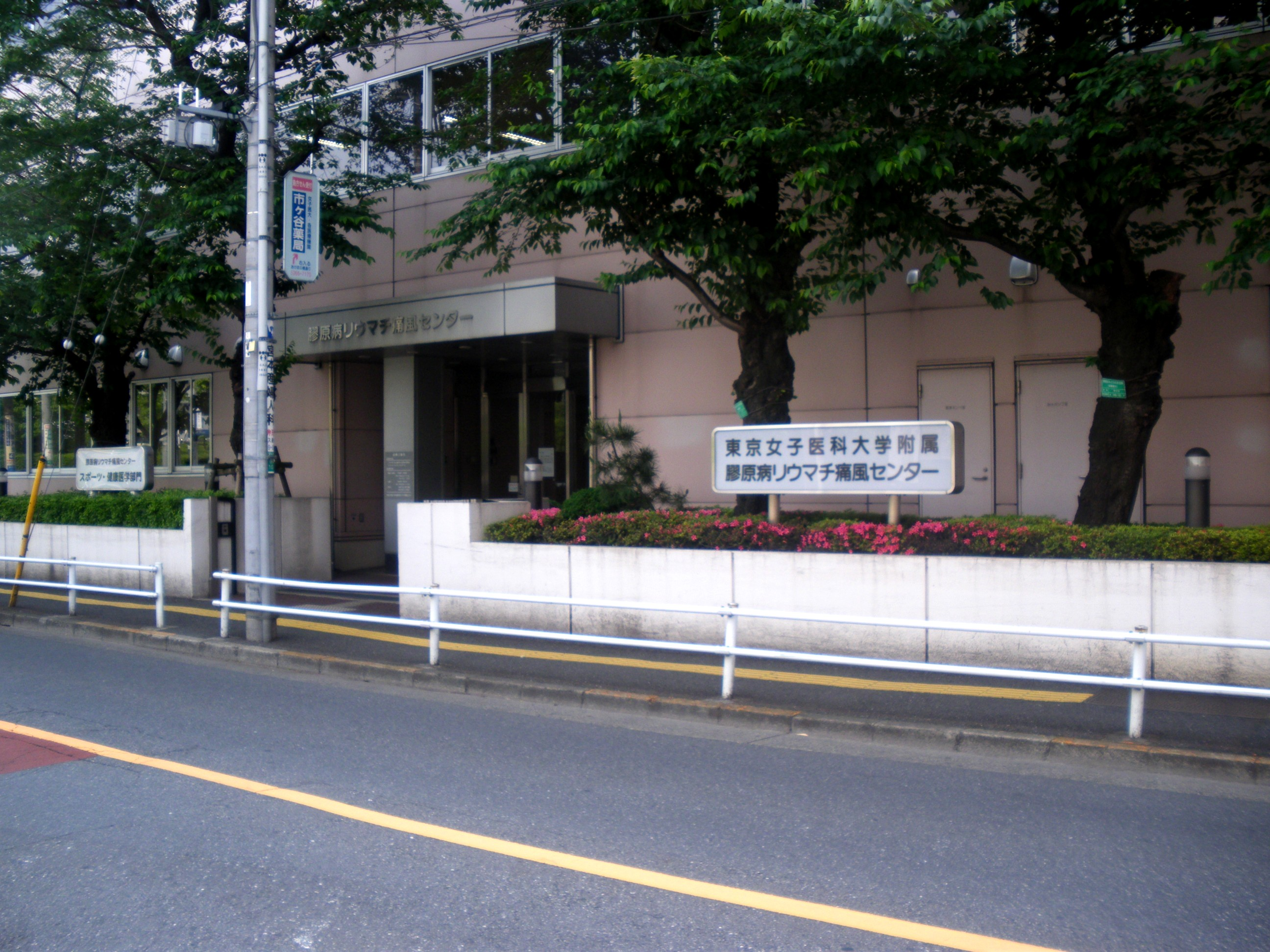
河田町キャンパスに設置されていた旧附属膠原病リウマチ痛風センター

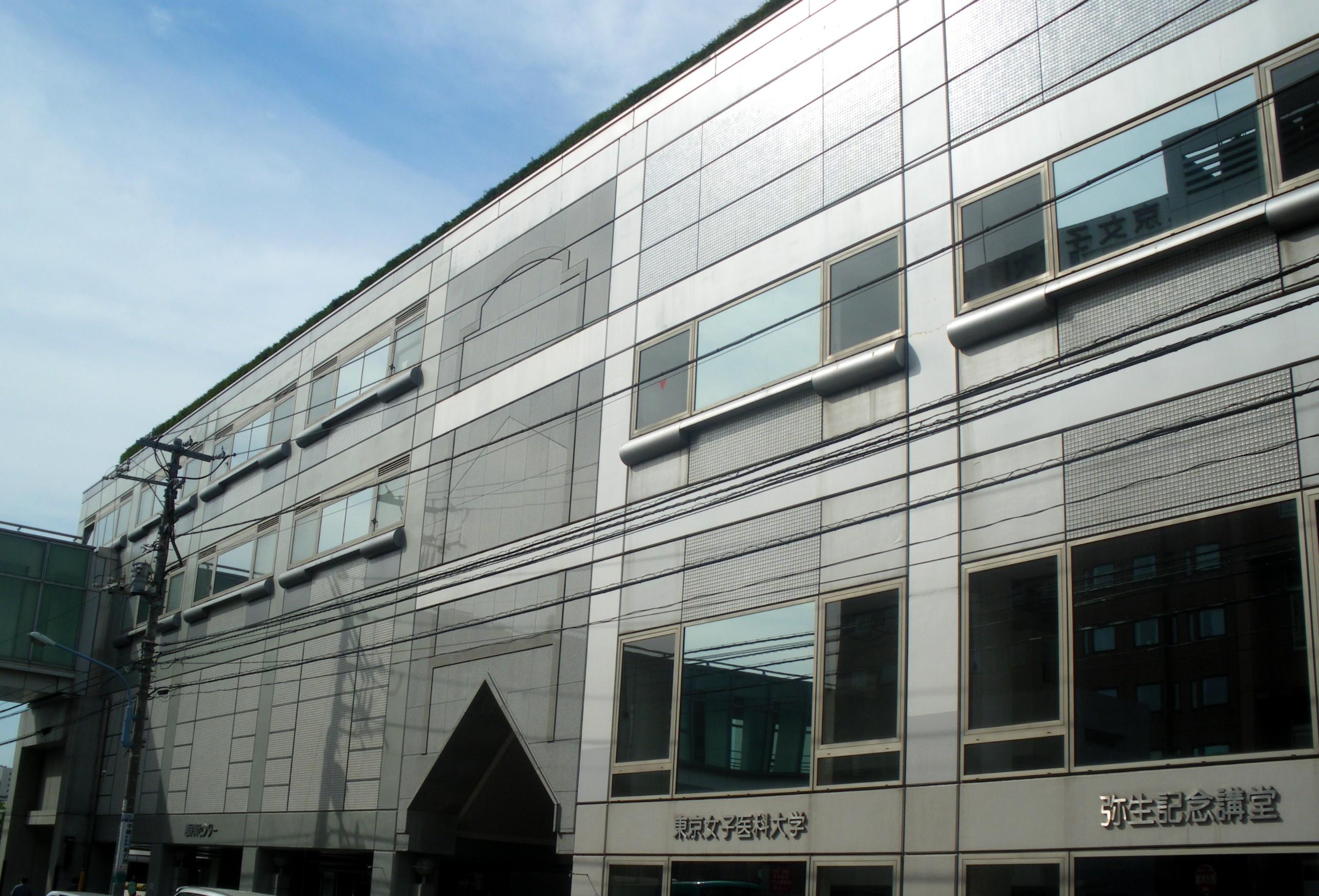
河田町キャンパスの弥生記念講堂（右）と東京女子医科大学病院糖尿病センター（左）

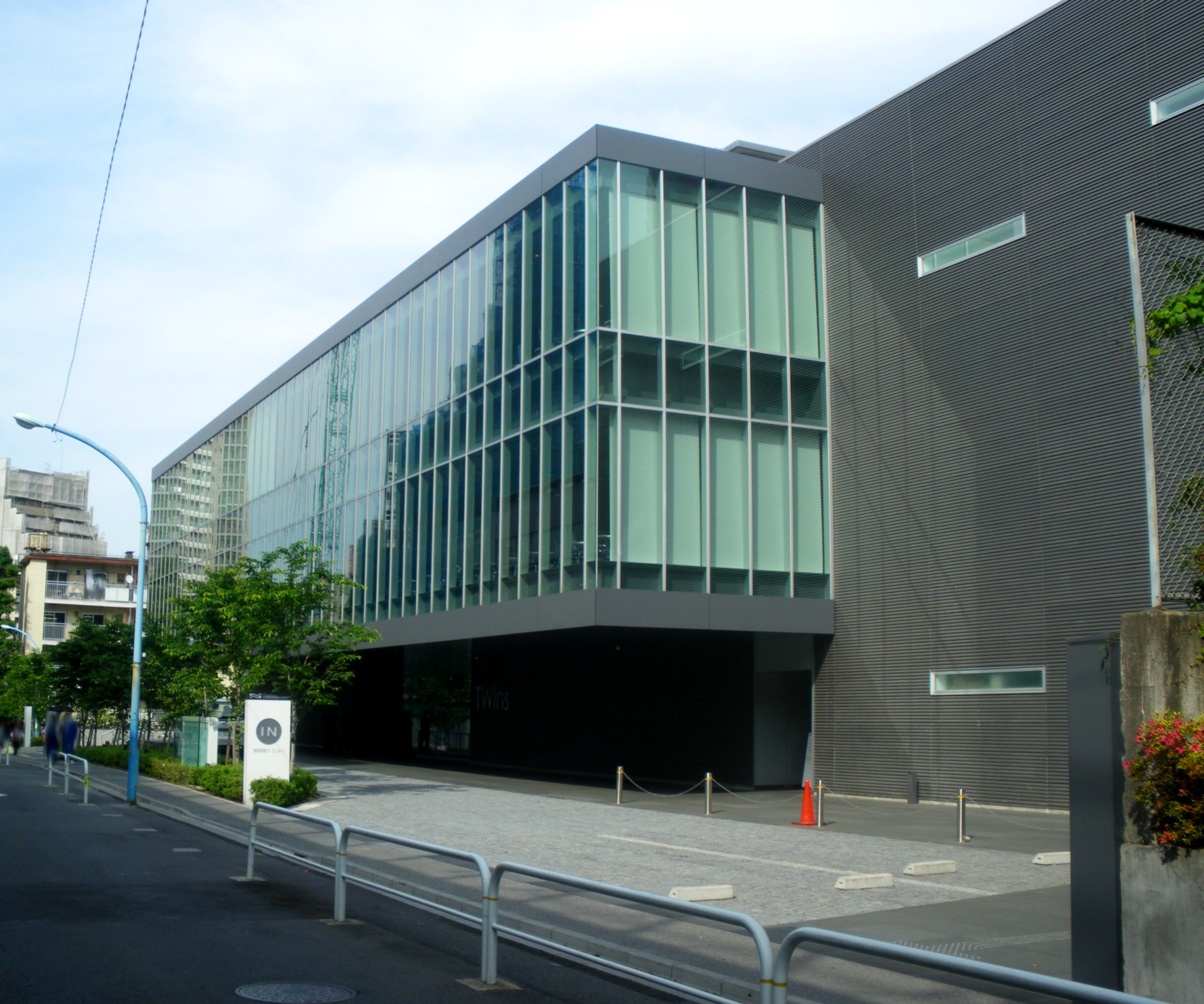
河田町キャンパスの東京女子医科大学・早稲田大学連携先端生命医科学研究教育施設

学部
- 医学部
  - 医学科
- 看護学部
  - 看護学科

研究科
- 医学研究科(男女共学)(博士課程のみ)
  - 形態学系専攻
  - 機能学系専攻
  - 社会医学系専攻
  - 内科系専攻
  - 外科学系専攻
  - 先端生命医科学系専攻
  - 共同先端生命医科学系専攻
- 看護学研究科 (男女共学)
  - 看護学専攻

医療施設
- 東京女子医科大学病院
- 附属足立医療センター
- 附属八千代医療センター
- 附属成人医学センター
- 附属東洋医学研究所

センター
- がんセンター
  - 病院部門
  - 研究部門

研究施設
- 先端生命医科学研究所/TWIns
- 統合医科学研究所
- 実験動物研究所

学習施設
- 図書館
- 統合教育学習センター
- 女性生涯教育支援センター
- 女性医療人キャリア形成センター

専門学校
- 東京女子医科大学看護専門学校

### 研究

#### 21世紀COEプログラム
- 2003年
医学系
  - 再生医学研究センター（細胞シート工学を基盤とする臓器再生医療の発展）

#### グローバルCOEプログラム
- 2009年
学際、複合、新領域
  - 再生医療本格化のための集学的教育研究拠点

## 大学関係者一覧
- 東京女子医科大学の人物一覧

## 施設

### キャンパス

#### 河田町キャンパス
- 使用学部：医学部、看護学部
- 使用研究科：医学研究科、看護学研究科
- 敷地面積：140,103.15 ㎡
- 最寄り駅
  - 都営地下鉄大江戸線若松河田駅若松口より徒歩5分
  - 都営地下鉄大江戸線牛込柳町駅西口より徒歩5分
  - 都営地下鉄新宿線曙橋駅A2出口より徒歩8分

#### 掛川キャンパス（廃止）
1998年、旧大東町が購入した敷地に、誘致に応じた形で無償貸与を受けて、大東キャンパスとして開設。看護学部1年次で使用されていたが、2020年4月より生涯健康総合支援センターが設置となり、2022年には廃止、解体工事後2023年に掛川市へ返還される予定。大学創設者の吉岡弥生の市立記念館が隣接している。
静岡掛川キャンパスは、東京女子医科大学の創立者である吉岡弥生（1871年～1959年）の出身地、ゆかりのキャンパスでもあった。
- 最寄り駅：JR東海東海道本線掛川駅北口よりバス利用「東京女子医大入口」下車

## 学費
東京女子医科大は2021年度の入学生から、6年間の学費が約1200万円上がり、総額で4621万4千円になることを発表した。
入学時は、入学金 2,000,000円、授業料（年額）2,800,000円、施設設備費 2,000,000円、実習費（年額） 1,200,000円、
教育充実費（年額） 3,300,000円、委託徴収金 149,000円、 合計 11,449,000円。
2年度以降の納入金は、授業料（年額） 2,800,000円、施設設備費 2,000,000円、実習費（年額） 1,208,000円、教育充実費（年額） 800,000円、委託徴収金 145,000円、合計 6,953,000円。

## 不祥事
当該大学においては過去繰り返し不祥事が生じている。詳細は以下の項目を参照。
- 東京女子医大事件
  - 人工心肺事故(2001年)
  - プロポフォール過剰投与(2014年)
  - ラモトリギン過剰投与(2014年)
- 2024年に発覚した東京女子医科大学寄付金問題

## メディア出演
- 日経スペシャル ガイアの夜明け 「最先端！オーダーメード医療 ～あなただけの治療法 選びます～（2006年6月6日、テレビ東京）[9]。- オーダーメード治療を取材。

## 関連書籍
- 『東京女子医大ガン治療チーム』（著者:猪口修道）（1995年11月20日、講談社）ISBN 4062079313
- 『がん・放射線治療照射法マニュアル 東京女子医大ではこう行っている』（著者:大川智彦 喜多みどり）（1996年10月1日、金原出版）ISBN 430707047X
- 『東京女子医大事件』（著者:平柳利明）（2004年5月25日、新風舎）ISBN 4797443545
- 『〈検証〉東京女子医大病院事件』（著者:鈴木敦秋）（2007年4月20日、講談社）ISBN 4062133229[注 1]